# Ricky Federau
Ricky Federau (8 de octubre de 1981) es un deportista canadiense que compitió en ciclismo de montaña en la disciplina de campo a través. Ganó dos medallas de bronce en el Campeonato Mundial de Ciclismo de Montaña, en los años 1999 y 2003.

## Palmarés internacional
| Campeonato Mundial | Campeonato Mundial | Campeonato Mundial | Campeonato Mundial         |
| Año                | Lugar              | Medalla            | Competición                |
| ------------------ | ------------------ | ------------------ | -------------------------- |
| 1999               | Åre (Suecia)       | Medalla de bronce  | Campo a través por relevos |
| 2003               | Lugano (Suiza)     | Medalla de bronce  | Campo a través por relevos |